# 尤若夫·阿蒂拉
尤若夫·阿蒂拉（匈牙利語： 1905年4月11日—1937年12月3日），20世纪匈牙利知名诗人，在世时默默无闻，死后于20世纪50年代开始知名，被誉为“无产阶级诗人”，曾加入匈牙利共产党，后被开除。1937年自杀。
他生于布达佩斯郊区的工人家庭。17岁时即发表诗作。中学毕业后曾先后到几个大学学习。受1919年匈牙利革命的影响，倾向马克思主义。1928年加入匈牙利共产党。二十至三十年代先后出版了《美丽的乞丐》（1922年）、《不是我叫喊》（1925年）、《我没有父亲，也没有母亲》（1929年）、《打倒资本》（1931年）、《外城之夜》（1932年）、《熊舞》（1934年）、《剧痛》（1936年）等七部诗集。全部诗作约五百余首，不少诗篇，如《小麦》、《社会主义者》、《工人们》等，反映人民的苦难生活，揭露匈牙利专制政权的反动统治，歌颂了工人阶级的革命斗争。